# مرجان ستونی
مرجان ستونی (نام علمی: Dendrogyra cylindricus) نام یک گونه از زیررده شش‌مرجانیان است.